# ران‌سارت، بلژیوم
ران‌سارت (به لاتین: Ransart) یک منطقهٔ مسکونی در بلژیک است که در شارلروآ واقع شده‌است. ران‌سارت ۵٫۶۸ کیلومتر مربع مساحت و ۸٬۴۹۸ نفر جمعیت دارد.